# Når boblene brister
Når boblene brister és un documental noruec de l'any 2012 dirigit per Hans Petter Moland.

## Argument
Al film, Moland investiga com es va produir la crisi financera global del 2007 prenent com a punt de partida el municipi de Vik al comtat de Sogn og Fiordane, un dels més afectats pels anomenats Terra-skandalen. Juntament amb l'antic alcalde de Vik i auditor municipal, s'embarca en una exploració per a entendre què va passar quan el municipi va perdre milions de cop. El viatge els porta a Detroit, una ciutat estatunidenca també amb grans problemes econòmics. El film inclou entrevistes amb diversos economistes destacats com el premi Nobel Joseph Eugene Stiglitz i la professora Carlota Pérez.